# Народный комиссариат вооружения СССР
Народный комиссариат вооружения Союза Советских Социалистических Республик — один из центральных органов управления в Союзе ССР, контролировавший оснащение РККА, РККФ, НКВД ВС СССР практически всеми видами вооружения, с января 1939 года по 1946 год.
Сокращённое название — Наркомат вооружения Союза, НКВ СССР, НКВ.

## История
Указом Президиума Верховного Совета СССР от 11 января 1939 года Наркомат оборонной промышленности был разделён на несколько Народных комиссариатов, в числе которых был Народный комиссариат вооружения. Состав Наркомата был определён постановлением Совета Народных Комиссаров Союза Советских Социалистических Республик (Совнаркома) № 4сс, от 21 января 1939 года, «О разделении НКОП», в него вошли 3-е, 9-е, 12-е, 15-е Главные Управления НКОП, стройтресты № 40, 25, 24, 37, проектный институт № 7, а также учебные заведения и многое другое.

## Руководство (период)
- Б. Л. Ванников (11 января 1939 — 9 июня 1941) — нарком вооружения СССР (7 июня 1941 был арестован)
- Д. Ф. Устинов (9 июня 1941 — 15 марта 1953) — нарком, затем министр вооружения СССР

## Структура
Предвоенная структура НКВ была утверждена постановлением Совнаркома № 936-352сс от 3 июня 1940 года и приказом НКВ № 174сс от 19 июня 1940 года.
В структуру наркомата входили:
- Коллегия наркомата (Нарком, его заместители и начальники главных управлений)
- 1-е Главное управление (артиллерийское), начальник — Н. Э. Носовский. Заводы:

№ 4 — Государственный артиллерийский ремонтно-опытный завод им. К. Е. Ворошилова, город Коломна
№ 7 — завод «Арсенал», Ленинград
№ 8 — Завод имени М. И. Калинина, г. Калининград Московской области
№ 18
№ 92 — город Горький
№ 102
№ 393 — завод «Арсенал», Киев (до эвакуации в 1941 г.)
№ 396
- 2-е Главное управление (оптики и приборов), начальник — А. Е. Добровольский.

Государственный оптический институт, Ленинград
Завод «Красный Гигант», пос. Никольская Пёстровка Пензенской области
№ 69 — Завод точной механики им. В. И. Ленина, г. Красногорск Московской области (до эвакуации в 1941 г.)
№ 217 — завод «Геофизика», Москва, Свердловск.
№ 233 — г. Лыткарино Московской области (передан наркомат электропромышленности)
№ 237 — г. Казань
№ 267 — ремонтный, рабочий посёлок Семёновка Приморского края
№ 297 — г. Йошкар-Ола
№ 349 — Государственный оптико-механический завод имени ОГПУ (ГОМЗ), Ленинград
№ 350 — Ленинградский оптико-механический завод (ЛОМЗ), Ленинград
№ 353 — Изюмский завод оптического стекла (ИЗОС), г. Изюм Харьковской области
№ 354 — Ленинградский завод оптического стекла (ЛенЗОС), Ленинград
№ 355 — Загорский оптико-механический завод (ЗОМЗ), г. Загорск Московской области
№ 356 — завод «Геодезия», Москва
№ 357 — Завод «Прогресс», Ленинград
№ 393 — Красногорский механический завод, г. Красногорск Московской области (с 1942 г.)
№ 542 — Сарсинский завод оптического стекла, посёлок Сарс Молотовской (Пермской) области
№ 585 — г. Муром Владимирской области
№ 784 — завод «Арсенал», Киев (с 1945 года)
- 3-е Главное управление (патронное), начальник С. И. Ветошкин. Заводы:

№ 3
№ 17
№ 38 — г. Тула
№ 44
№ 46
№ 60
№ 188
№ 303
№ 304 (директор Н. Ф. Червяков)
- Главное управление капитального строительства
- производственно-распорядительные отделы
- технический отдел

В оборонном комплексе наркомат вооружений играл ведущую роль и именно ему уделял главное внимание курирующий военные отрасли промышленности Л. П. Берия.